# Ślicznotka
Ślicznotka (ang. Pretty Baby) – amerykański film historyczny z 1978 roku w reżyserii Louisa Malle’a. Zdjęcia kręcono w Nowym Orleanie.

## Fabuła
Rok 1917, Nowy Orlean. Dzielnica „Ślicznotka”, gdzie znajdują się domy publiczne. Tam mieszka prostytutka Hattie wraz z córką Violet. Pewnego dnia poznaje ją fotograf Ernest J. Bellocq. Jest on zafascynowany Violet. Parę miesięcy później Hattie wychodzi za mąż i wyjeżdża, a Violet postanawia wyjść za Ernesta.

## Obsada
- Brooke Shields - Violet
- Keith Carradine - Bellocq
- Susan Sarandon - Hattie
- Frances Faye - Nell
- Antonio Fargas - Profesor
- Matthew Anton - Red Top
- Diana Scarwid - Frieda
- Barbara Steele - Josephine
- Seret Scott - Flora
- Cheryl Markowitz - Gussie
- Susan Manskey - Fanny
- Laura Zimmerman - Agnes

## Nagrody i nominacje
Oscary za rok 1978
- Najlepsza adaptacja muzyki - Jerry Wexler (nominacja)